# Тверитино (Смоленская область)
Тверитино — деревня в Смоленском районе Смоленской области России. Входит в состав Сметанинского сельского поселения. Население — 18 жителей (2007 год). 
Расположена в западной части области в 27 км к западу от Смоленска, в 0,1 км западнее автодороги М1 «Беларусь», на берегу реки Крапивня. В 3 км южнее деревни расположена железнодорожная станция Воронино на линии Москва — Минск. 

## История
В годы Великой Отечественной войны деревня была оккупирована гитлеровскими войсками в июле 1941 года, освобождена в сентябре 1943 года. 